# Benighat
Benighat (nepalski: बेनीघाट, trl. Beṇīghāṭ, trb. Benighat) – gaun wikas samiti w środkowej części Nepalu w strefie Bagmati w dystrykcie Dhading. Według nepalskiego spisu powszechnego z 2001 roku liczył on 1574 gospodarstw domowych i 8306 mieszkańców (4102 kobiet i 4204 mężczyzn).